# Satyricon (álbum)
Satyricon es el octavo álbum de estudio de la banda noruega de black metal del mismo nombre. 
Fue lanzado en Europa el 9 de septiembre de 2013 por Roadrunner Records, y puesto en libertad el 17 de septiembre de 2013 en Estados Unidos y Canadá, a través de la etiqueta Nuclear Blast. 
El disco cuenta con las colaboraciones de su guitarrista en conciertos, el francés Gildas Le Pape y del vocalista del grupo noruego de rock alternativo Madrugada Sivert Høyem, solista en la canción "Phoenix".
Satyricon se grabó en Noruega, fue producido por Satyr y mezclado por Adam Kasper. El arte de la portada fue creado por el diseñador gráfico Fredrik Melby.

## Concepto musical
Fiel al sonido más contemporáneo de Satyricon, hay  un aspecto definitorio de este disco: la primera mitad posee estructuras melódicas lentas, y la segunda mitad es una vuelta al black 'n' roll  característico de los dos últimos álbumes de la banda, en un concepto más comercial al conocido. Los temas tienen contenidos oscuros y  siniestros, algo más introspectivos en esta producción.
El álbum mantiene vagamente ciertas similitudes al estilo musical de su exitoso y distante antecesor The Age of Nero (2008), aunque en términos comparativos, no recibió los mismos elogios de este. Se diferencia en que las canciones son mucho más lentas y monótonas, pero delicadas y melódicas. Otro factor importante es que posee más relevancia y sentimiento la música (en particular, notable en los extensos intermedios de guitarra), lo cual resulta revitalizador para la música de Satyricon, que hacía ya tiempo que no cambiaba de fórmula instrumental.
En una entrevista poco antes de la publicación de Satyricon, Satyr expresó estar totalmente en contra  del "sonido de plástico", que ahora se puede obtener fácilmente a través de una producción estandarizada. También manifestó estar esperanzado de que este álbum contribuya  a una tendencia para evitar este tipo de producciones.

## Recepción de la crítica
Satyricon, en términos generales, recibió críticas positivas. Consiguió una nominación al premio Spellemann en la categoría de mejor álbum de metal.
El disco registró las mejores posiciones en la carrera del grupo noruego, particularmente en los países nórdicos. 
Es el primer trabajo de Satyricon en alcanzar el primer lugar en VG-lista, el listado oficial de álbumes de Noruega,  y el primero en entrar en las listas austriaca, suiza y belga. Además, por segunda vez consecutiva, un álbum de Satyricon ingresó a los influyentes listados de Billboard en Estados Unidos (Top Hard Rock Albums en el número 20 y Top Heatseekers Albuns en el número 12).

## Vídeo musical
El lanzamiento oficial del álbum fue precedido por vídeos con imágenes promocionales de su portada, junto con la música y las letras de las canciones.
El 10 de noviembre de 2013, Satyricon estrenó el vídeo musical para el tema "Phoenix" (y único para esta producción), que muestra escenas de su concierto junto al coro nacional noruego. El audiovisual fue grabado en el Operahuset de Oslo el 8 de septiembre de 2013.

## Lista de canciones
- Todas las canciones escritas por Sigurd "Satyr" Wongraven, excepto donde se indica.

| Bonus tracks |                                                  |          |  |
| N.º          | Título                                           | Duración |  |
| 1.           | «Voice of Shadows»                               | 2:36     |  |
| 2.           | «Tro og Kraft»                                   | 6:01     |  |
| 3.           | «Our World It Rumbles Tonight»                   | 5:13     |  |
| 4.           | «Nocturnal Flare»                                | 6:38     |  |
| 5.           | «Phoenix (letra: Sivert Høyem)»                  | 6:32     |  |
| 6.           | «Walker Upon the Wind»                           | 4:48     |  |
| 7.           | «Nekrohaven»                                     | 3:12     |  |
| 8.           | «Ageless Northern Spirit»                        | 4:44     |  |
| 9.           | «The Infinity of Time and Space»                 | 7:48     |  |
| 10.          | «Natt»                                           | 3:44     |  |
| 11.          | «Phoenix (Recording Session Rough Mix)»          | 6:32     |  |
| 12.          | «Our World, It Rumbles Tonight (Deeper Low Mix)» | 5:07     |  |
| 13.          | «Natt (Wet Mix)»                                 | 3:34     |  |

## Miembros

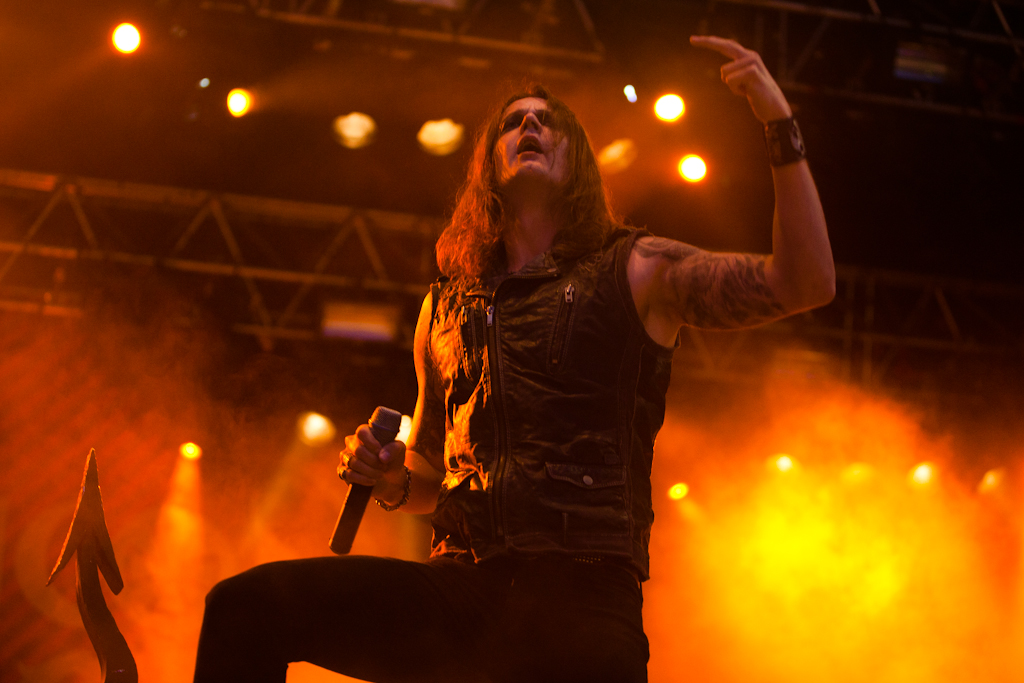
Satyr en el Getaway Rock Festival 2012 en Gävle, Suecia

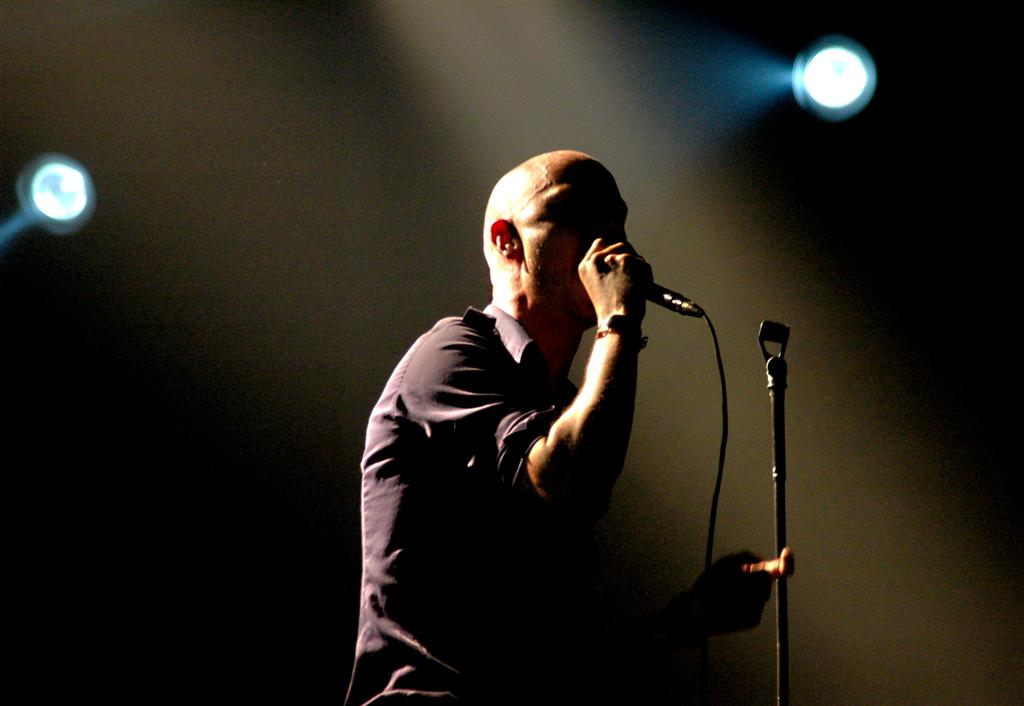
Sivert Høyem

| Satyricon - Satyr - vocalista, guitarrista y bajista - Frost - batería Músicos de sesión - Gildas Le Pape -guitarrista adicional - Erik Ljunggren - teclista - Sivert Høyem - vocalista (en "Phoenix") - Karl Oluf Wennerberg - percusión (en "Phoenix") - Kjetil Bjerkestrand - armonio (en "Natt") Producción - Sune Eriksen - Fotografía - Paul Logus - Masterizado - Adam Kasper - Mezcla - Satyr - Producción, Mezcla - Sam Hoffstedt - Ingeniería - Nate Yaccino - Ingeniería - Jacob Dobewall - Ingeniería - Mike Hartung - Ingeniería - Erik Ljunggren - Ingeniería - Fredrik Melby - Arte de la cubierta |

## Posiciones en listas
| País                                               | Máxima posición |
| -------------------------------------------------- | --------------- |
| Austria (Ö3 Austria)                               | 36              |
| Bélgica (Ultratop flamenca)                        | 108             |
| Bélgica (Ultratop valona)                          | 148             |
| Finlandia (Suomen Virallinen Lista)                | 6               |
| Noruega (VG-lista)                                 | 1               |
| Suecia (Sverigetopplistan)                         | 18              |
| Suiza (Schweizer Hitparade)                        | 47              |
| Alemania (Media Control Charts)                    | 37              |
| Estados Unidos (Top Heatseekers Albums -Billboard) | 12              |